# Flötotto
Die Flötotto Einrichtungssysteme GmbH ist ein deutscher Möbel- und Leuchtenhersteller mit Sitz im  nordrhein-westfälischen Kreis Gütersloh. Gegründet wurde das Unternehmen 1907 im nahegelegenen Avenwedde, heute Stadt Gütersloh.
Zur familiengeführten Elmar Flötotto Service Holding gehören neben der Marke FLÖTOTTO noch die Marken Authentics und Sitting Bull.
Die Produktpalette umfasste bis zur Schließung im Jahre 2007 Büro- und Schulmöbel. Im Inventar der deutschen Schulen und Universitäten sind sie weit verbreitet. Seit der Wiederaufnahme der Produktion im Jahre 2008 fertigt Flötotto Regal- und Profilsysteme, Schulstühle und Tische, Möbel für studentisches Wohnen sowie Leuchten und Einrichtungsgegenstände für Küche und Bad.

## Geschichte
Das Unternehmen wurde ursprünglich 1907 von Heinrich Flötotto im Dorf Avenwedde als Möbelfabrik für Schlafzimmer-Einrichtungen gegründet.
Nach dem Zweiten Weltkrieg wurde das Unternehmen 1946 von Franz Flötotto übernommen.
Sein Bruder Fritz gründete die Friedrichsdorfer Schulmöbelfabrik und Sägewerk.
Die Firma von Franz ging 1978 in Konkurs und Fritz Flötotto erweiterte das Programm von Schul- auf Wohnmöbel.
Reinhard Flötotto, Fritz’ Sohn, übernahm das Unternehmen und begann bei einer indonesischen Tochterfirma Holzkomponenten produzieren zu lassen.
Der naheliegende Verdacht der Abholzung von Regenwäldern konnte zwar nie eindeutig bewiesen werden, aber Flötotto-Möbel wurden weniger gekauft.
Reinhard Flötotto verkaufte im Jahr 1998 75 % des Unternehmens an die Welle Holding AG in Paderborn. Ein bekanntes Produkt in den 1990er Jahren war die Leuchte lumibär, kurz nach Erscheinen wurde der Markt von Plagiaten gesäumt.
Das Unternehmen wurde im Juni 2002 insolvent, nachdem der Hauptinvestor Welle sich aus dem Unternehmen zurückgezogen hatte.
Die Familie Flötotto übernahm daraufhin wieder das Unternehmen und Hubertus Flötotto die Geschäftsführung.
Es wurden zu dieser Zeit etwa 110 Mitarbeiter beschäftigt.
2001 lag der Umsatz bei 15 Millionen Euro.
In den folgenden Jahren erwirtschaftete das Unternehmen regelmäßig Verluste, die durch die Familie Flötotto ausgeglichen wurden.
Anfang Juni 2007 musste das Unternehmen zum zweiten Mal Insolvenz anmelden.
Die Entscheidung zur endgültigen Schließung des Unternehmens fiel schließlich am 4. September 2007, nachdem kein Investor zur Übernahme des Unternehmens bereit war.
Die zuletzt 65 Mitarbeiter erhielten die Kündigung.
2008 wurde die Marke von Elmar Flötotto übernommen und die Produktion des Profilsystems fortgesetzt.
Ende März 2019 musste das Unternehmen Flötotto Systemmöbel GmbH einen Insolvenzantrag stellen.
Der Name Flötotto firmiert nun in der Flötotto Einrichtungssysteme GmbH mit Sitz in Gütersloh. Die Firma bietet nun wieder das bekannte Flötotto Profil-System sowie Stühle an.